# Campeonato Panamericano de Gimnasia Artística de 2016
El Campeonato Panamericano de Gimnasia Artística por Aparatos 2016 se celebró en la ciudad de Sucre, Bolivia, entre el 15 y el 18 de septiembre de 2016, y fue organizado por la Unión Panamericana de Gimnasia (UPAG), y la Federación Boliviana de Gimnasia.
El evento contó con la participación de más de 120 gimnastas, provenientes de quince naciones, que compitirán en 14 eventos.

## Países participantes
Quince países se darán cita en la justa, doce de ellos en la categoría de élite.
Cada país podrá presentar como máximo, tres deportistas por género para la categoría élite, y cuatro para juveniles, quienes podrán participar en las modalidades de individual y por equipos.

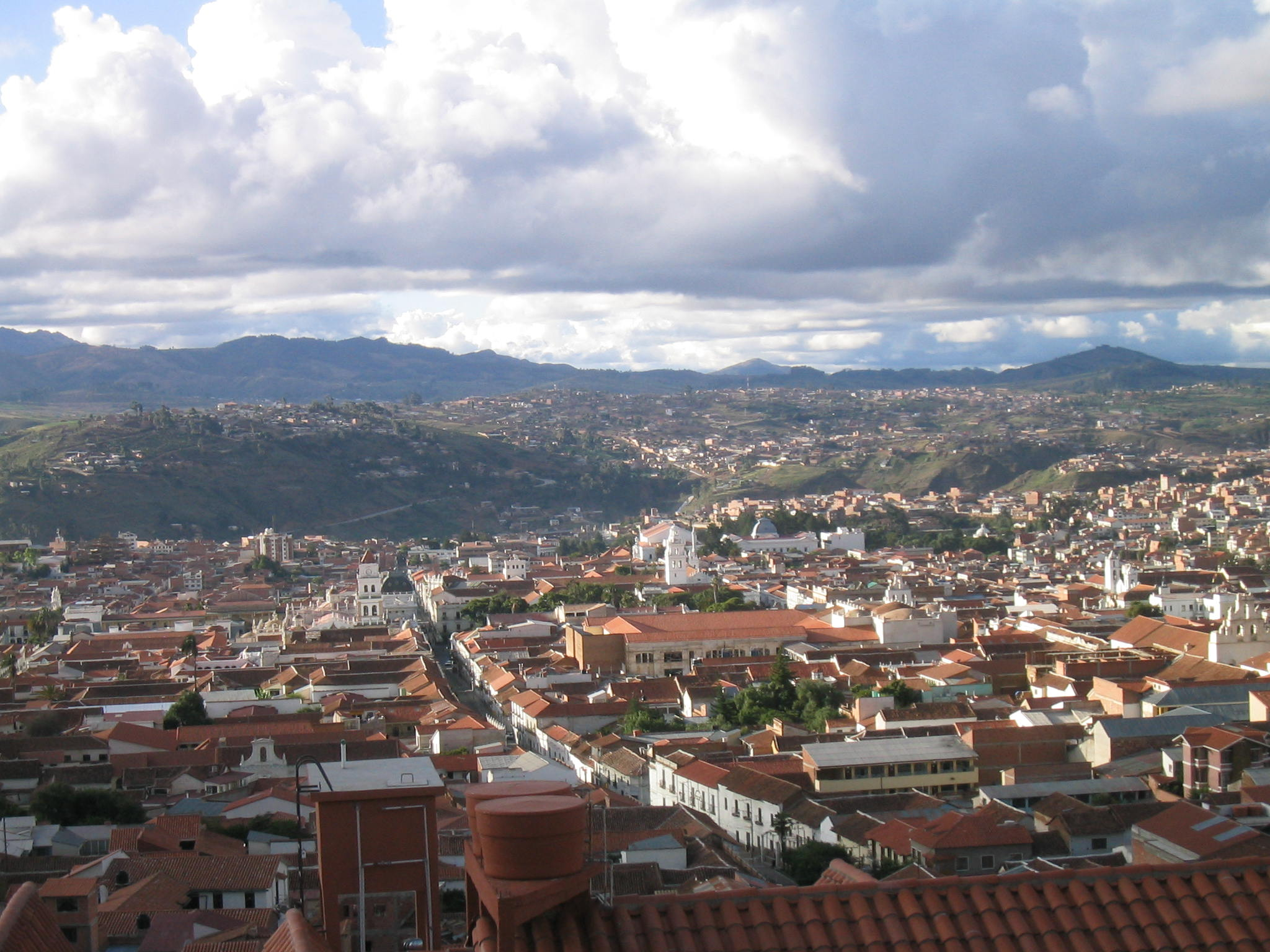
Ciudad de Sucre, Bolivia

| - Argentina (6) - Bolivia (4) - Brasil (6) - Canadá (1) - Chile (5) | - Colombia (6) - Costa Rica (3) - El Salvador (solo juveniles) - Estados Unidos (solo juveniles) - Guatemala (1) | - Islas Caimán (solo juveniles) - México (4) - Perú (solo juveniles) - Puerto Rico (3) - Uruguay (5) |

## Resultados
| Evento             | Oro               | Plata            | Bronce              |
| ------------------ | ----------------- | ---------------- | ------------------- |
| Masculino          |                   |                  |                     |
| Suelo              | Jorge Vega        | Didier Lugo      | Victor Rostagno     |
| Potro con arzones  | Raphael Arakawa   | Israel Chiriboga | Jorge Inigo         |
| Anillas            | Federico Molinari | Didier Lugo      | Daniel Vilafañe     |
| Salto de potro     | Jorge Vega        | Dilan Jiménez    | Victor Rostagno     |
| Barras paralelas   | Dilan Jiménez     | Lucas De Souza   | Jorge Vega          |
| Barra fija         | Didier Lugo       | Oswaldo Martínez | Cristian Bruno      |
| Femenino           |                   |                  |                     |
| Salto de potro     | Nicolle Castro    | Leticia Lima     | Esperanza Fernández |
| Barras asimétricas | Nicolle Castro    | Nathalia Sánchez | Ailen Valente       |
| Viga de equilibrio | Milena Cristine   | Jayne Ruttan     | Nicolle Castro      |
| Suelo              | Milena Cristine   | Nicole Díaz      | Ailen Valente       |

## Medallero
| Núm. | País        | Oro | Plata | Bronce | Total |
| ---- | ----------- | --- | ----- | ------ | ----- |
| 1    | Brasil      | 3   | 2     | 0      | 5     |
| 2    | Colombia    | 2   | 4     | 0      | 6     |
| 3    | México      | 2   | 0     | 2      | 3     |
| 4    | Guatemala   | 2   | 0     | 1      | 3     |
| 5    | Argentina   | 1   | 1     | 4      | 6     |
| 6    | Puerto Rico | 0   | 1     | 0      | 1     |
| 6    | Perú        | 0   | 1     | 0      | 1     |
| 6    | Ecuador     | 0   | 1     | 0      | 1     |
| 9    | Uruguay     | 0   | 0     | 2      | 2     |
| 10   | Chile       | 0   | 0     | 1      | 1     |
|      | Total       | 10  | 10    | 10     | 30    |